# Carlos Ebert
Carlos Alberto de Azambuja Ebert (Rio de Janeiro, 26 de novembro de 1946) é um fotógrafo e diretor de cinema brasileiro.

## Carreira
Carlos Ebert nasceu no Rio de Janeiro e estudou na Escola Superior de Cinema São Luiz, tendo como colegas de curso, à época, nomes como Ana Carolina, Carlos Reichenbach, Paulo Rufino, João Callegaro e Cláudio Polópoli. Ebert atuou pela primeira vez como operador de câmera e diretor de fotografia em longa-metragem no célebre filme brasileiro “O Bandido da Luz Vermelha”, de Rogério Sganzerla, em 1968.

## Prêmios
Dentre seus diversos prêmios recebidos, constam por exemplo, o Grande Prêmio Cinema Brasil de TV em 2001, por “O Povo Brasileiro”. Em 2003 recebeu o prêmio de Melhor Fotografia no Festival de Gramado pelo curta-metragem “Carolina”. Ebert recebeu ainda o Prêmio ABC em 2011, 2009 e 2008, na categoria de direção de fotografia para curta-metragem, por “Haruo Ohara”, “Booker Pittman” e “Satori Uso”, respectivamente, e também em 2005, na categoria para programa de TV,  por “Metamorphoses”.